# Grigori Mirgarifanowitsch Schafigulin
Grigori Mirgarifanowitsch Schafigulin (russisch Григорий Миргарифанович Шафигулин; * 13. Januar 1985 in Tscheljabinsk, Russische SFSR) ist ein russischer Eishockeyspieler, der zuletzt beim HK Spartak Moskau aus der Kontinentalen Hockey-Liga unter Vertrag stand.

## Karriere
Grigori Schafigulin begann seine Karriere als Eishockeyspieler in der Jugend des Lokomotive Jaroslawl, für dessen Profimannschaft er in der Saison 2002/03 in der Superliga spielte. Beim NHL Entry Draft 2003 wurde er von den Nashville Predators in der dritten Runde an 98. Stelle ausgewählt, für die er aber nie auflief. Im Sommer 2007 wurde er von Ak Bars Kasan verpflichtet. Während der Spielzeit 2008/09 wechselte er zum Ligarivalen Witjas Tschechow. 2009 ging er zu Torpedo Nischni Nowgorod.
Zwischen 2010 und 2014 stand Schafigulin beim HK Dynamo Moskau respektive OHK Dynamo unter Vertrag, mit dem er 2012 und 2013 den Gagarin-Pokal gewann. Während der Saison 2013/14 litt er unter einem Schädel-Hirn-Trauma, so dass er einen Großteil der Saison verpasste. Ab Mai 2014 stand er beim HK Metallurg Magnitogorsk unter Vertrag, blieb aber in neun KHL-Partien ohne Scorerpunkt und wurde im November 2014 an Amur Chabarowsk abgegeben.
Seit Juli 2015 steht Schafigulin beim HK Spartak Moskau unter Vertrag und erzielte in 33 Spielen für Spartak vier Torvorlagen. Im Sommer 2016 absolvierte er ein Try-Out bei Dynamo Moskau, erhielt jedoch keinen Vertrag.

### International
Für Russland nahm Schafigulin an den U18-Junioren-Weltmeisterschaft 2003 sowie der U20-Junioren-Weltmeisterschaft 2004 und U20-Junioren-Weltmeisterschaft 2005 teil.

## Erfolge und Auszeichnungen
- 2003 Bronzemedaille bei der U18-Junioren-Weltmeisterschaft
- 2005 Silbermedaille bei der U20-Junioren-Weltmeisterschaft
- 2008 IIHF-Continental-Cup-Gewinn mit Ak Bars Kasan
- 2012 Gagarin-Pokal-Gewinn mit dem OHK Dynamo
- 2013 Gagarin-Pokal-Gewinn mit dem HK Dynamo Moskau

## KHL-Statistik
(Stand: Ende der Saison 2010/11)